# 吴宗欣
吴宗欣（英語：Jonathan T.H. Wu，1951年12月7日—2020年3月6日），美籍华裔土工合成材料专家，科罗拉多大学丹佛分校教授。

## 生平
毕业于普渡大学，获土木工程博士学位。1980年后，一直在科罗拉多大学丹佛分校土木工程学院执教。长期从事土工合成材料以及加筋土结构的研究。2012年11月，担任学术期刊《Transportation Infrastructure Geotechnology》创始总编辑。2020年3月6日夜因心脏病在美国逝世。

## 著作
- 《加筋土挡墙》（Geosynthetic Reinforced Soil (GRS) Walls）